# Benjamín Prades
Benjamin Prades Reverter (Alcanar, Tarragona, 26 de octubre de 1983) es un ciclista español miembro del VC Fukuoka. Es hermano del también ciclista profesional Eduard Prades.

## Palmarés
2013 (como amateur)
- 1 etapa de la Vuelta a Galicia

2015
- 1 etapa del Tour de Banyuwangi Ijen
- 1 etapa del Tour de Japón
- Tour de Kumano, más 1 etapa

2016
- 1 etapa del Tour de Banyuwangi Ijen
- 1 etapa del Tour de Flores

2017
- Tour de Taiwán

2021 (como amateur)
- 1 etapa de la Vuelta a Cantabria
- Vuelta a la Provincia de Valencia
- Vuelta a Extremadura, más 2 etapas
- Ronda al Maestrazgo

2022
- Tour de Okinawa

2023
- Mine AKIYOSHI-DAI Karst International Road Race

2024
- 1 etapa del Tour de Mersin
- 1 etapa del Tour de Kumano
- 1 etapa del Tour de Bostonliq

2025
- 1 etapa del Tour de Japón
- Tour de Ijen, más 1 etapa

## Equipos
- Matrix-Powertag (07.03.2014-2015)
- Team Ukyo (2016-2020)
- Team Ukyo[2] (10.2022-2023)
  - Team Ukyo (2022)
  - JCL Team Ukyo (2023)
- VC Fukuoka (2024-)